# Mick Blue

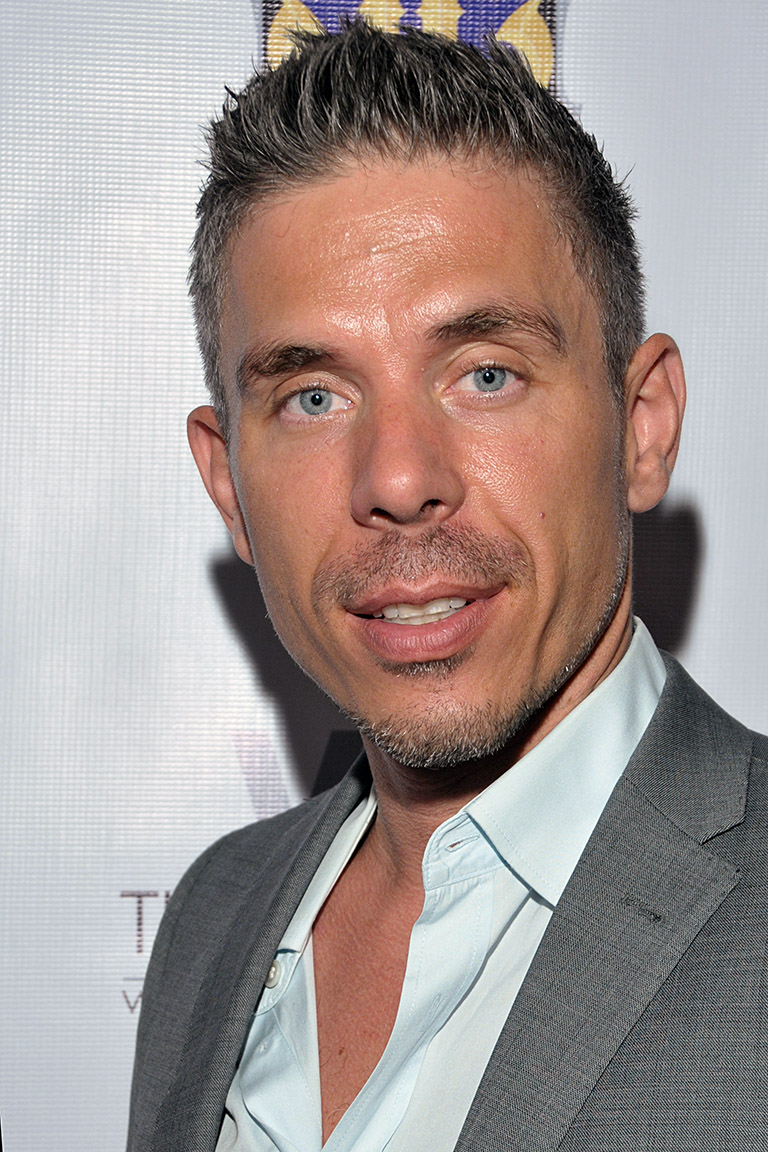
Mick Blue (2015)

Mick Blue (* 9. September 1976 in Graz, eigentlich Michael Omelko) ist ein österreichischer Pornodarsteller.

## Leben
Blue wuchs in Graz auf. Vor seiner schauspielerischen Laufbahn arbeitete Blue als kaufmännischer Leiter einer Baufirma.
Blues Karriere begann auf einer jährlichen Gangbang-Veranstaltung in Salzburg, auf der er Porno-Produzenten kennenlernte. Erstmals wirkte Blue 2001 in dem Film Voto di castità (deutsch Die Teufelsnonne) mit. Danach arbeitete er vornehmlich mit deutschen Filmgesellschaften wie Magma, Videorama, Touch video, MMV, Puaka, DBM und Goldlight. Seinen Künstlernamen erhielt Blue vom Produzenten Hansi Nussbaum der Firma Goldlight, weil er herausstechende blaue Augen hat. Innerhalb kurzer Zeit stieg er zu einem der am häufigsten gebuchten männlichen Darsteller des internationalen Pornogewerbes auf und spielte – Stand 2023 – in mehr als 1000 Filmen mit, unter anderem in 2040, Who’s Nailin’ Paylin? und Pirates II: Stagnetti’s Revenge. Blue steht bei Zero Tolerance unter Vertrag. Seit 2014 ist er mit seiner US-amerikanischen Berufskollegin Anikka Albrite verheiratet.
2008 konnte er einen FICEB Award als Bester Darsteller gewinnen. 2010 erhielt er einen AVN-Award für eine Sexszene in 2040. Insgesamt war er mehr als fünfundzwanzigmal für den AVN-Award nominiert, darunter zweimal (2009 und 2010) als bester männlicher Darsteller. Außerdem erhielt er unter anderem Nominierungen für den XRCO Award (als bester männlicher Darsteller 2011) und den Hot d’Or (als bester männlicher europäischer Darsteller, 2009). 2013 gewann er den XBIZ Award in der Kategorie Best Scene – Feature Movie zusammen mit Lily Carter, Lily LaBeau, David Perry, Ramón Nomar und Toni Ribas für den Film Wasteland. 2015 gewann er schließlich sowohl den AVN Award als auch den XRCO Award als Darsteller des Jahres. Außerdem wurden er und seine Frau Anikka Albrite, ebenfalls mehrfach Darstellerin des Jahres, in Berlin durch die Jury des Venus Awards als Bestes Pärchen der Pornobranche ausgezeichnet. 2016 und 2017 konnte Blue seinen AVN Award verteidigen. 2020 wurde er als Male Performer of the Year für den XBIZ Award nominiert.
2008 spielte er in der Komödie Schlimmer geht’s nimmer! des österreichischen Regisseurs David Unger mit. Der Film wurde auf dem Festival Diagonale gezeigt und kam auch in die österreichischen Kinos. In Deutschland erschien der Film 2009 auf DVD.